# HK (Künstler)

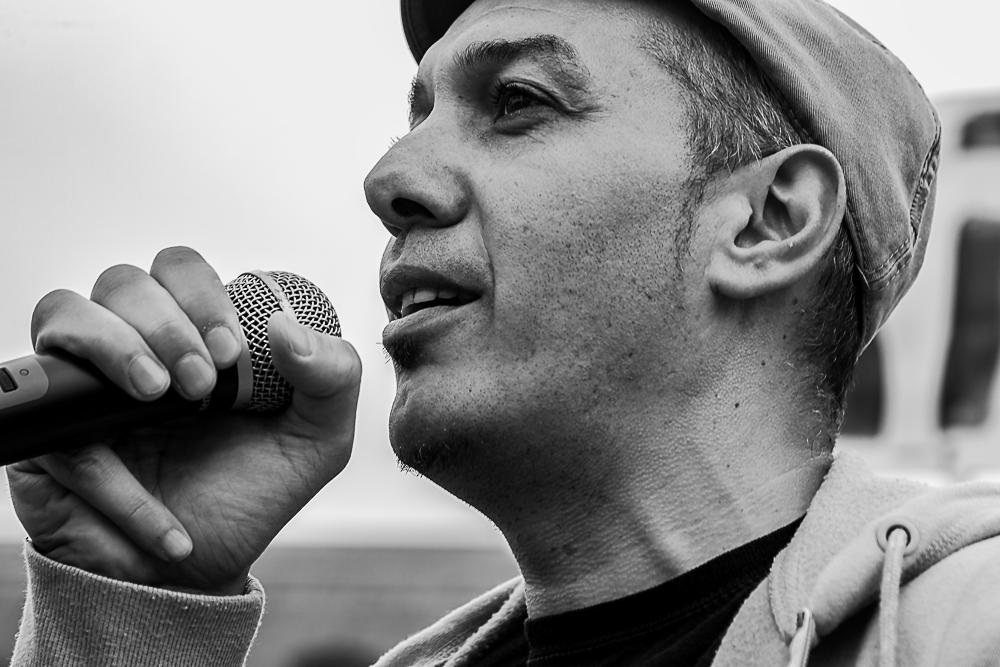
HK in Bordeaux (9. März 2019)

HK (* 6. September 1976 in Roubaix als Kaddour Hadadi) ist ein französischer Sänger, Musiker und Schriftsteller.

## Leben
Kaddour Hadadi wuchs als Sohn algerischer Einwanderer in Roubaix im Norden Frankreichs auf. Seine musikalische Sozialisation erfolgte über den algerischen Chaâbi genauso wie über die klassischen französischen Chansons wie z. B. von Edith Piaf, Georges Brassens, Renaud und den von ihm verehrten Jaques Brel. Mit 17 Jahren gründete er zusammen mit einem Freund die Gruppe Just Cause und nahm den Künstlernamen HK an, der sich aus seinen umgekehrten Initialen zusammensetzt. 2005 war HK Mitbegründer der Rap-Gruppe MAP (Ministère des affaires populaires, deutsch Ministerium für Volksangelegenheiten), bevor er ab 2009 zusammen mit der von ihm ins Leben gerufenen Band HK et Les Saltimbanks einen eigenen Stil mit einer Mischung aus Blues, Chaâbi, Folk und Reggae mit Hip-Hop-Anteilen entwickelte.
Meine Musik kommt von der Straße, wie HK in einem Interview 2017 erklärte. Neben politischen Themen handeln seine Texte u. a. von sozialen Ungerechtigkeiten, Rassismus, Migration und Ökologie.
Eines seiner großen Vorbilder ist Stéphane Hessel, dessen Leben und dessen Buch Indignez-vous (deutsch Empört Euch!) als Inspiration für das gleichnamige Lied auf HKs zweitem Album diente.
Ihren ersten größeren Erfolg feierte die Band mit dem Titel On lâche rien (deutsch wir lassen nicht locker oder wir geben nicht auf), das HK bereits 2008 unter dem Eindruck eines sich über streikende Arbeiter lustig machenden französischen Staatspräsidenten Nicolas Sarkozy verfasste. Das kostenlos auf seiner Website zum Download angebotene Lied avancierte in der Folge zur bekannten Streikhymne in Frankreich und später auch zum Motto der Gelbwestenbewegung (französisch Mouvement des Gilets jaunes). Das erste Album der Formation HK et Les Saltimbanks mit dem Titel Citoyen du monde (deutsch Weltbürger) erschien 2011.
Nach zwei weiteren Veröffentlichungen (Les Temps Modernes, 2012 und Rallumeurs d’étoiles, 2015) firmiert die Band seit dem Album L’Empire de Papier von 2017 nur noch unter dem Namen HK als loses Kollektiv von Musikern der Saltimbanks und anderen Künstlern.
Sein siebtes Album Petite Terre wurde im September 2020 veröffentlicht. Nachdem die Aufnahmen mit der Band durch den ersten Lockdown im Zusammenhang mit der COVID-19-Pandemie unterbrochen werden mussten, wurden die Aufnahmen und die Abmischung auf Distanz fertig gestellt. International bekannt wurde HK mit dem ebenfalls während der Pandemie entstandenen Lied „Danser encore“, in dem er sich mit den Folgen des Lockdowns für die französischen Künstler auseinandersetzt. HK lud im Frühjahr 2021 gemeinsam mit anderen Musikern und Künstlern in mehreren französischen Städten zum Tanzen auf die Straße ein. Dabei wurden Menschen in Flashmob-Aktionen zum Mittanzen und Mitsingen ermutigt. Nachdem das Lied zunächst auf seiner Website kostenlos zum Download angeboten worden war, erschien 2021 eine gleichnamige EP mit fünf weiteren neuen Titeln.
Neben seiner Arbeit als Musiker ist HK auch als Schriftsteller tätig, der bislang vier Romane und zusammen mit Cédric Van Onacker zwei Comics (französisch Bande Dessinée) veröffentlicht hat.
Kaddour Hadadi lebt mit seiner Frau in Bergerac im Département Dordogne. Er ist Vater von zwei Töchtern.

## Diskografie

### Als HK et les Saltimbanks
- Citoyen du monde, 2011
- Les Temps Modernes, 2012
- Rallumeurs d’étoiles, 2015

### Als HK
- Les Déserteurs, 2013
- L’Empire de Papier, 2017
- Live à Montréal, 2018
- Petite Terre, 2020
- Danser encore (EP), 2021

### HK & Awa Ly
- Un autre rendez-vous, 2022

## Buchveröffentlichungen
- J’écris donc j’existe, Éditions Riveneuve, 2012
- Néapolis, Éditions Riveneuve, 2014
- Le Cœur à l’outrage, Éditions Riveneuve, 2017 (auch als Musiktheaterstück, 2018–2021)
- mit Cédric Van Onacker: Dounia – Tome 1 : L’or Bleu, Éditions Riveneuve, 2019 (Comic)
- Sans haine, sans armes, sans violence, Éditions Riveneuve, 2020
- mit Cédric Van Onacker: Dounia – Tome 2 : L’etoile du berger, Éditions Riveneuve, 2021 (Comic)